# Anderson Silva (kickbokser)
Anderson Silva (ur. 29 sierpnia 1986 w São Paulo) – brazylijski kickbokser wagi ciężkiej, mistrz Brazylii w kickboxingu z 2007, od 2012 związany z GLORY.

## Kariera sportowa
Przez pierwsze lata kariery rywalizował na krajowych arenach wygrywając wszystkie pojedynki oraz zdobywając tytuł mistrza Brazylii w wadze junior ciężkiej (2007). W 2008 wyjechał do Europy by rywalizować z tamtejszymi zawodnikami. 21 marca 2009 wygrał turniej VIP Fight Night w niemieckim Neuss, pokonując jednego wieczoru trzech rywali: Kongijczyka Danyo Ilungę, Niemca Patricka Liederta i w finale Egipcjanina Hesdy’ego Gergesa.
W latach 2009–2012 walczył głównie na holenderskich galach It’s Showtime i Ultimate Glory, wygrywając tamże m.in. z Chorwatem Stefanem Leko, Francuzem Freddy'im Kemayo czy Holendrem Michaelem Duutem. 25 lutego 2012 przegrał w finale SUPERKOMBAT World Grand Prix I z Rumunem Cătălinem Moroșanu na punkty. Trzy miesiące później 27 maja uległ Marokańczykowi Badrowi Hariemu jednogłośnie na punkty podczas gali K-1 World MAX 2012 World Championship Tournament Final 16.
6 października 2012 zadebiutował w GLORY, przegrywając z trzykrotnym zwycięzcą K-1 WGP Holendrem Remym Bonjaskym większościową decyzją. Jeszcze w tym samym roku 31 grudnia odpadł w ćwierćfinale turnieju Glory Heavyweight Grand Slam przegrywając z Turkiem Gökhanem Sakim.
Przez następne lata związany głównie z GLORY walcząc z czołówką wagi ciężkiej i wygrywając w tym czasie m.in. w rewanżu z Remym Bonjaskym, Rosjaninem Siergiejem Charitonowem oraz notując porażki m.in. z Danielem Ghiţą, Holendrem Errolem Zimmermanem, Marokańczykiem Jamalem Ben Saddikiem czy Surinamczykiem Ismaelem Londtem.
9 września 2016 na gali GLORY 33 zmierzył się o mistrzostwo wagi ciężkiej z obrońcą tytułu Holendrem Rico Verhoevenem, ostatecznie przegrywając z nim w 2. rundzie przez techniczny nokaut.

## Osiągnięcia
- 2007: mistrz Brazylii w wadze junior ciężkiej (+84 kg)
- 2009: VIP Fight Night – 1. miejsce
- 2012: SUPERKOMBAT World Grand Prix I - finalista turnieju wagi ciężkiej
- 2014: Glory Heavyweight Contender Tournament - finalista turnieju wagi ciężkiej
- 2017: Glory Heavyweight Contender Tournament - finalista turnieju wagi ciężkiej